# 黄金の皇子と白銀の騎士姫
『黄金の皇子と白銀の騎士姫』（きんのおうじとぎんのきしひめ）は、ゆきの飛鷹によるティーンズラブ小説。フランス書院ティアラ文庫から刊行。
乗馬と剣を得意とする、アルスター王国の姫・ティリアが、好きになった男・リュカオンを追いかけて、皇室の内紛が続く隣国・シェオール皇国に赴き、その内紛にあえて飛び込んでしまう様子を、リュカオンとの恋を絡めて描いたもの。

## 登場キャラクター
ティリア・ラキ・アースガルド
本作の主人公。アルスター王国の第一姫。金色の牝馬・ポタを乗りこなし、狩猟を趣味とする。さらに下手な男では太刀打ちできないほどの剣の達人。10歳のときに訪問したシェオール皇国でリュカオンという皇子と出会う。そして5年後、彼と再会したものの、あまりもの変わりように驚き、彼の従者であるナルセス・ザカルに恋してしまう。2人の帰国後、彼らを追ってシェオール皇国に行き、2人と再会、その際、2人に関する真相を知り、そして、ナルセスこと「真の」リュカオンと淫らな関係に堕ちてしまう。リュカオンの危機の際、ポタにまたがり、刀を振り回して彼に加勢したことから、「白銀の騎士姫」と呼ばれるようになった。
リュカオン・アルカス・グウィン
シェオール皇国の皇子。15歳のときに、シェオール皇国を訪問していたティリアと出会う。彼女がアルスター王国に帰国する際、大事にしていた指輪を彼女に託した。シュオールの内紛に巻き込まれ、一時期アルスターに亡命していたが、このときは後述のフィーレスを影武者とし、従者ナルセス・ザカルと名乗っていた。シェオールに帰国後、自分を追ってやってきたティリアと淫らな関係に堕ちてしまう。ティリアのペットである猫・イラのことが気に入っている。
フィーレス・リュー
リュカオンの家来の一人。リュカオンに似ているため、彼の影武者を務めたことがある。
イラ
ティリアのペットの猫。魔導師が治める国から迷い込んで来た。人間の言葉を話すことが出来る。ティリアと行動を共にすることが多く、ゆえに彼女と共にシェオールに来た。自分のことをおもちゃにするリュカオンのことをあまり快く思っていない。

## 書誌情報
- 黄金の皇子と白銀の騎士姫（文:ゆきの飛鷹、絵:もぎたて林檎　フランス書院ティアラ文庫） 2009年9月3日発売